# Kursant
| |
| Kursant mit Tanzpartnerin, 1953 - Rang = Unterfeldwebel (Schulterstück) - Buchstabe A = Anwärter (Offizier) |

Als Kursant bezeichnete man in der sowjetischen Besatzungszone und später der DDR Angehörige der Deutschen Volkspolizei, Volkspolizei-Bereitschaften, einschließlich VP-Bereitschaft See, und der Kasernierten Volkspolizei von 1945 bis Mitte der 1950er Jahre im Dienstverhältnis eines Berufspolizisten bzw. Berufssoldaten, die ihrer Bewerbung entsprechend nach der Sicherheitsüberprüfung und bestandener Eignungsprüfung zum Offizier ausgebildet wurden. Kursant war somit ein Dienstgrad, aber auch gleichzeitig Sammelbezeichnung für eine Laufbahn oder Laufbahngruppe. Durch die Einführung des aus dem russischen stammenden Begriffes Kursant wurde die in der Wehrmacht und der Bundeswehr übliche Bezeichnung Fahnenjunker für Offiziersanwärterdienstgrade vermieden.

## Geschichte
Kursant ist von russisch Курсант abgeleitet und geht auf die Bedeutung Kurs, Kursteilnehmer zurück. Kursant(en) wurde nach dem Zusammenbruch der Kaiserlich Russischen Armee 1918 die amtliche Bezeichnung für Soldaten oder Personen der Roten Arbeiter- und Bauernarmee während der Zeit ihrer Ausbildung an einer militärischen Bildungseinrichtung der Sowjetunion. So erhielten im September 1918 die Kursteilnehmer, die zur Ausbildung als Maschinengewehrschützen im Moskauer Kreml (heute Moskauer Höhere Militärkommandoschule) kommandiert wurden, die nicht offizielle Amtsbezeichnung Kreml-Kursanten.
Kursant wurde aber teilweise auch als Ehrenbezeichnung verwendet. Als bekanntester Träger dieser Auszeichnung erhielt W.I. Lenin den Ehrentitel Kursant des 1. Infanteriebataillons im Februar 1922. Bekanntheit erlangten auch die Podolski-Kursanten im Zweiten Weltkrieg. Der selbständige Verband gehörte im Oktober 1941 zur 43. Armee und konnte sich bei der Verteidigung Moskaus besonders auszeichnen.

## Entwicklung in der DDR
Die Bezeichnung wurde nach 1945 in einer Reihe der durch die Rote Armee besetzten Länder eingeführt. So auch in der SBZ bzw. DDR. Die Ansprache lautete: Genosse Kursant. Sie entsprachen den Offiziersanwärtern der Wehrmacht und der Bundeswehr. In den bewaffneten Organen der DDR wurde die Bezeichnung später durch den Dienstgrad und die Amtsbezeichnung Offiziersschüler / Fähnrichschüler ersetzt.
Die Uniform entsprach derjenigen der Berufspolizisten/Berufssoldaten. Die Schirmmütze hatte den schwarzen Lackkinnriemen wie bei allen im Dienstgradverhältnis der Unterführer stehenden, oder dem gleichgestellte Polizisten/Soldaten. Dazu das braune Lederkoppel mit doppeltem Dornverschluss.

## Gegenwart
In den Streitkräften der meisten Staaten werden in Anlehnung an die Rangbezeichnung Midshipman und Officer cadet in anglophonen Streitkräften eigenständige Rangbezeichnungen für Soldaten während ihrer Ausbildung zum Offizier verwendet. Einige Beispiele sind nachfolgend aufgeführt.
- Bulgarien → bulgarisch Офицерски кандидат / Ofizerski kandidat
- Dänemark → dänisch Fændrik
- Deutschland → Offizieranwärter (Fahnenjunker, Fähnrich und Oberfähnrich)
- Frankreich → französisch Aspirant / Élève-officier
- Italien → italienisch Allievo Ufficiale I
- Kanada → englisch Eleve-Officier / Officer cadet
- Niederlande → niederländisch Vaandrig/Kornet
- Österreich → Fähnrich
- Russland → russisch Курсант / Kursant
- Schweiz → Aspirant
- Spanien → spanisch Teniente segundo
- Vereinigtes Königreich → englisch Officer cadet
- Vereinigte Staaten → englisch Cadet / Officer candidate

### Russland
In Russland hingegen wird diese Bezeichnung auch noch heute verwendet. Die betreffenden Soldaten (Kursteilnehmer) beispielsweise der Offiziershochschulen (Kreml-Kursant werden die Absolventen der Moskauer Kommando-Hochschule genannt) hatten bis in die 1990er Jahre auf den Schulterstücken der Tuchuniform die goldfarbenen Buchstaben „K“ für Kursant. Ab 2010 wurden für Kursanten eigenständige Schulterklappen eingeführt, die zusätzlich auch den aktuellen OR-Rang zeigten.
|  |  |  |  |  |  |  |  |

|  |  |  |  |  |  |  |

### Tadschikistan
Die Streitkräfte  Tadschikistan verwenden heute ebenfalls die Rangbezeichnung Kursant für Studenten an Offiziershochschulen:
|  |

Besonderheit:

Der Kursant ist Tadschike, trägt aber eine kasachische Uniform. Wobei die Kokarde an der Schirmmütze und die Flagge an der Uniformkrawatte wiederum auf seine tadschikische Herkunft verweisen.